# Baštianska kotlina
Baštianska kotlina je geomorfologickou částí Petrovské vrchoviny, podcelku Cerové vrchoviny. Leží v její jihozápadní části, na jihozápadě okresu Rimavská Sobota.

## Polohopis
Kotlina se nachází v jižní části Cerové vrchoviny a zabírá jihozápadní část podcelku Petrovská vrchovina. Jižní část vymezuje státní hranice s Maďarskem, západním a severním směrem navazuje Hajnáčska vrchovina, východním směrem pokračuje podcelek Petrovské vrchoviny.
Převážná část kotliny patří do povodí Gortvy, přítoku Rimavy. Přibírá zde několik menších přítoků, z nich nejvýznamnější jsou Velký a Malý potok, Jablonec a Čoma. V jižní části pramení řeka Trnava (Tarna), směřující jižním směrem do Maďarska, východní okraj odvodňuje Mačačí potok, tekoucí do řeky Rimava. V kotlině leží obce Gemerský Jablonec, Studená, Stará Bašta, Nová Bašta, Tachty, Večelkov, Petrovce a Dubno. Přístup do sídel zajišťují silnice III. třídy, směřující ze severu a východu, ale přístup je možný i z jižního směru z Maďarska.

## Chráněná území
Tato část Cerové vrchoviny není součástí Chráněné krajinné oblasti, která kotlinu obklopuje. Zvláště chráněné oblasti jsou chráněný areál Beležír a přírodní rezervace Vodní nádrž Gemerský Jablonec.

## Turismus
Cerová vrchovina nepatří mezi velmi navštěvované oblasti a ani Baštianska kotlina není výjimkou. Atraktivní jsou spíše blízké lokality, například národní přírodní rezervace Pohanský hrad, či přírodní rezervace Hajnáčsky hradný vrch s hradní zříceninou.  Žlutě značený turistický chodník vede z Petroviec přes chráněný areál Fenek na státní hranici, kterou kopíruje  zeleně značená trasa.